# Albert Rösti
Pour les articles homonymes, voir Rösti (homonymie).
Albert Rösti (/rœsti/ ou /rœʃti/), né le 7 août 1967 à Frutigen (originaire du même lieu), est une personnalité politique suisse, membre de l'Union démocratique du centre (UDC).
Il est député du canton de Berne au Conseil national de 2011 à 2022, où il exerce une intense activité de lobbyiste, et président de l'UDC entre 2016 et 2020. Le 7 décembre 2022, il est élu au Conseil fédéral, où il prend la tête du Département fédéral de l'environnement, des transports, de l'énergie et de la communication.

## Biographie

### Origines, famille et situation personnelle
Albert Rösti naît le 7 août 1967 à Frutigen, dans l'arrondissement administratif bernois de Frutigen-Bas-Simmental. Il est originaire du même lieu. Selon ses propres déclarations, son nom se prononce /rœsti/ (en allemand) ou /rœʃti/ (en dialecte de l'Oberland bernois) et signifie « pentu », comme la région concernée,.
Son père, Hans Rösti, est paysan de montagne (de), tout comme sa mère, née Hanni Steeb. Benjamin d'une fratrie de quatre enfants, Albert Rösti grandit dans la ferme de montagne familiale à Kandersteg. Son frère aîné, Hans, reprend plus tard l'exploitation familiale et siège pendant 16 ans au Grand Conseil du canton de Berne sous les couleurs de l'UDC.
Albert Rösti épouse en 1994 Theres Neuenschwander, hôtesse de l'air et accompagnatrice de bien-être, qu'il a connue sur les bancs de l'école. Ils ont deux enfants.
Il vit à Uetendorf.

### Études et armée
Il est scolarisé au primaire à Kandersteg et au secondaire inférieur à Frutigen. Il fait ensuite des études secondaires supérieures au gymnase de Thoune, où il obtient sa maturité en 1987.
Après son service militaire, qui le mène jusqu'au grade d'appointé, il étudie l'agronomie à l'École polytechnique fédérale de Zurich (EPFZ). Il y obtient un diplôme d'ingénieur agronome en 1994,  suivi d’un certificat de capacité pour l'enseignement dans les écoles professionnelles et spécialisées, puis un doctorat en sciences techniques à l'Institut des sciences agronomiques de l'EPFZ en 1997. Il effectue plus tard un Master of Business Administration, achevé en 2002 à l'université de Rochester.

### Parcours professionnel
De 1994 à 1998, Albert Rösti travaille comme enseignant et conseiller au centre de compétences pour l'agriculture de montagne (de) de l'Oberland bernois (Landwirtschaftliches Bildungs- und Beratungszentrum Berner Oberland). Il rejoint ensuite la direction de l'économie publique du canton de Berne, où il est d'abord chef de division, puis secrétaire général adjoint à partir de 2001 et secrétaire général de 2003 à 2006. 
À partir de 2007, il occupe le poste de directeur de la Fédération des producteurs suisses de lait (de). Après avoir démissionné de ce poste « en raison de divergences stratégiques au sein de la fédération », il fonde en 2013 à Uetendorf son propre bureau de conseils dans les domaines de l'énergie, de l'aménagement du territoire, de l'environnement et de l'agriculture (Büro Dr. Rösti),. Cette société est liquidée peu après son élection au Conseil fédéral, fin 2022.

## Parcours politique
Albert Rösti adhère à l'UDC à l'âge de 18 ans. Il préside de 2000 à 2007 la section UDC d’Uetendorf, son lieu de domicile.
Il est membre du Conseil communal d'Uetendorf de 2008 à 2013, puis président de cette commune de 2014 à 2022 (poste à 40 %).
Candidat malheureux au gouvernement bernois en 2010, il est élu au Conseil national en octobre 2011 et réélu en 2015 (année où il échoue à décrocher un siège au Conseil des États) et 2019 (avec le meilleur score de Suisse). Il siège au sein de la Commission de l'environnement, de l'aménagement du territoire et de l'énergie (CEATE), de la Commission de la science, de l'éducation et de la culture (CSEC) de 2015 à 2019 et de la Commission de la sécurité sociale et de la santé publique (CSSS) de 2019 à 2022, qu'il préside de fin 2021 à fin 2022.
Après avoir dirigé la campagne de l'UDC Suisse pour les élections fédérales de 2015, lors desquelles le parti obtient le meilleur résultat de son histoire au Conseil national avec 29,4 % des voix, Albert Rösti devient président de l'UDC le 23 avril 2016. Il succède à Toni Brunner, qui avait annoncé le 9 janvier quitter la tête du parti. Un an plus tard, il essuie des critiques en raison de son caractère poli et placide (« gentil » selon ses détracteurs), à l'opposé du style de ses prédécesseurs. Après la défaite de l'UDC aux élections fédérales de 2019 (recul du parti à 25,6 % des voix) et plusieurs défaites en votation populaire, il indique qu'il quittera la présidence du parti au printemps 2020. En raison de la crise du coronavirus, il prolonge finalement son mandat jusqu'en août 2020.

### Conseiller fédéral
Début octobre 2022, il se porte candidat à la succession d'Ueli Maurer au Conseil fédéral. Le 18 novembre 2022, il est retenu sur le ticket officiel de son parti aux côtés d'Hans-Ueli Vogt. Il est élu au premier tour le 7 décembre 2022 par 131 voix (contre 98 à Hans-Ueli Vogt). Lors de la répartition des départements, il se voit confier celui de de l'environnement, des transports, de l'énergie et de la communication.

### Positionnement politique
Qualifié par les observateurs de posé, de respectueux, d'accessible et de sympathique et jugé conciliant et ponctuellement capable de compromis, il est sur le fond plus proche de la ligne dure zurichoise de son parti que de l'UDC bernoise, plus modérée.
Ses thèmes de prédilection au Parlement sont la santé, l’agriculture et l’énergie,. Il y défend divers intérêts économiques en lien avec ses mandats externes (négociants en combustibles, concessionnaires automobiles et du transport routier, exploitants de barrages, etc.).
Opposé, comme son parti, à l'initiative pour les glaciers visant la neutralité carbone de la Suisse en 2050, il est coauteur du référendum facultatif contre la loi adoptée par le Parlement à titre de contre-projet,,.

### Autres activités
Avant son entrée au Conseil fédéral, Albert Rösti exerçait 16 mandats externes, dont 13 rémunérés. 
Il est président de l’organisation faîtière des négociants en combustibles (SwissOil) de 2015 à 2022 et président du lobby des importateurs de voitures (Auto-Suisse) à partir de 2022,. Il a siégé au comité directeur de l’association faîtière des usagers de la route (Routesuisse) et été conseiller de l’Association suisse des transports routiers (Astag).
Il a également été président de l'Association suisse pour l'aménagement des eaux, qui regroupe tous les producteurs d'énergie hydraulique, de l'association pronucléaire Action pour une politique énergétique raisonnableet de l'Association d’établissements économiquement indépendants pour personnes âgées (Senesuisse). 